# Darkwing Duck (игра, TurboGrafx-16)
Darkwing Duck — видеоигра для игровой консоли TurboGrafx-16, разработанная по мотивам одноимённого мультсериала. Она была создана группами разработчиков игр — Radiance Software и Interactive Designs — и выпущена компанией Turbo Technologies Inc в 1992 году.

## Сюжет
Верховное правление В. А. О. Н. набирает в качестве помощников самых отъявленных преступников города Сен-Канар, чтобы создать своё секретное оружие. Руководство ШУШУ в лице Эдгара Клювера вынуждено просить помощи у Чёрного Плаща, чтобы он остановил злоумышленников. Ключ к решению проблемы — картина, похищенная преступниками. Чёрный Плащ должен прочистить город в поисках кусочков пазла, составляющих вместе похищенную вещь, чтобы найти местоположение Верховного правления и передать его в руки правосудия.
В конце игры профессор Молиарти, Стальной Клюв, Таскернини и Мегавольт улетают на вертолёте, намекая на продолжение, но потом вертолёт по какой-то причине падает, а Чёрный Плащ говорит: «Преступники никогда не платят, особенно, если они не платят за бензин», тем самым намекая, что вертолёт Стального Клюва упал из-за того, что у них кончилось топливо.

## Игровой процесс
Игрок сражается с врагами, собирая части головоломки, разбросанные на каждом из первых трех уровнях. Первичная оборона — это прыжок на голову. Игрок также может использовать газовый пистолет, но только, когда у него есть запас газовых гранул. В зависимости от цвета различают три вида газа:
- Усыпляющий
- Дезориентирующий
- Убивающий

Бомбы-вишни могут уничтожить всех врагов на экране и собирать все бонусы.
Также, если стоять на одном месте очень долго, то на Чёрного Плаща упадёт наковальня, от которой здоровье не потратится, но жизнь после этого легко потерять.

## Критика
Игра получила негативные оценки критиков. Профильный журнал TurboPlay, посвящённый приставке TurboGrafx-16, присудил игре рейтинг 40 %, отметив невыразительный саундтрек и слабую графику, не использующую все возможности приставки.